# Excel Motors
Excel Motors Limited ist ein Hersteller von Automobilen aus Jamaika.

## Unternehmensgeschichte
Das Unternehmen wurde 1994 oder 1996 gegründet. Der Standort befindet sich in Savanna-la-Mar im Westen der Insel. Patrick Marzouca leitet das Unternehmen. 1996 oder 2000 begann die Produktion von Automobilen und Kit Cars. Der Markenname lautet Excel. Seit 2003 werden auch Fahrzeuge exportiert. Für die ersten acht Monate des Jahres 2003 ist die Produktion von 22 Fahrzeuge überliefert.

## Fahrzeuge
Das Modell Island Cruiser ist ein offener zweitüriger Strandwagen. Viele Teile stammen von Toyota. 2001 erfolgte eine Überarbeitung.
Eine andere Quelle nennt außerdem die Modelle Island Pick-up, Wasp und den Sportwagen Gabrielle.